# Vermentino

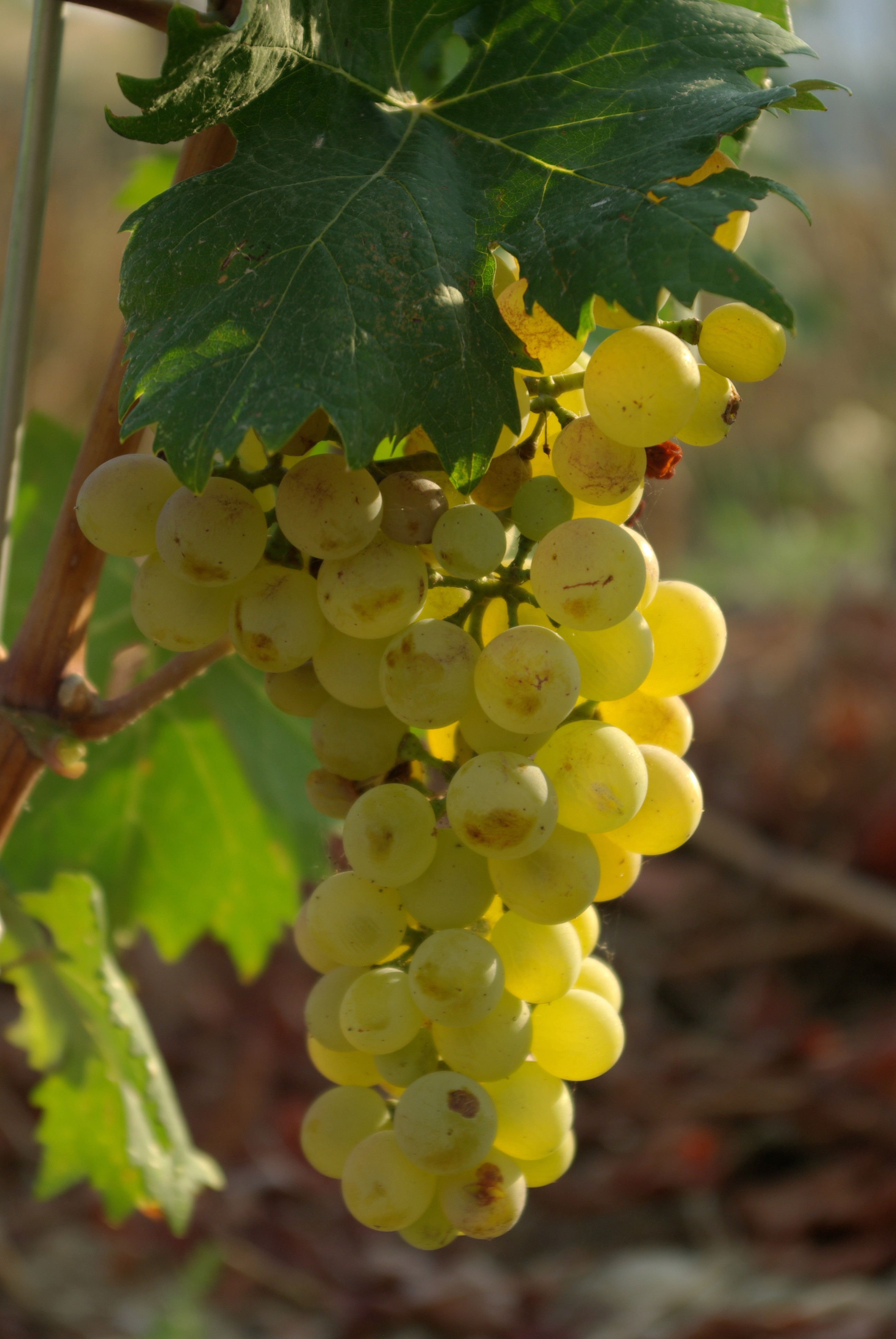
Vermentino (rolle)

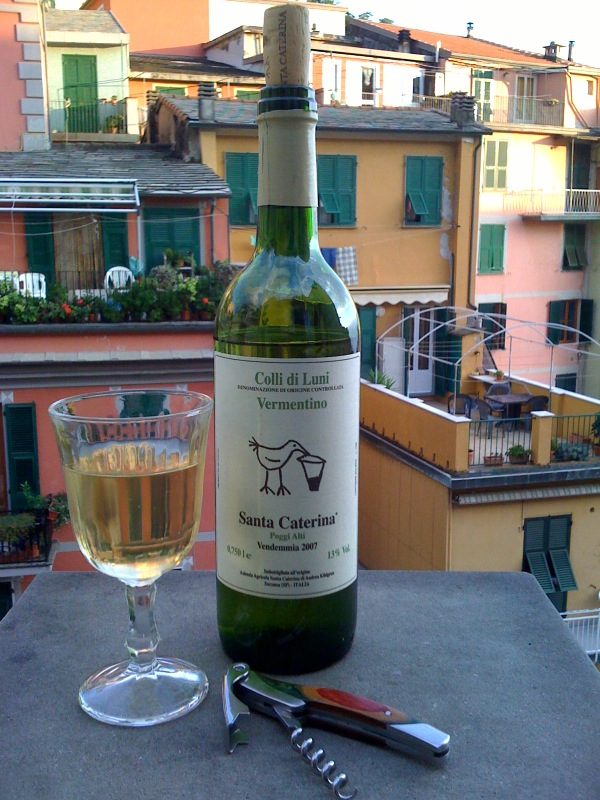
Wino z apelacji Colli di Luni z winogron vermentino

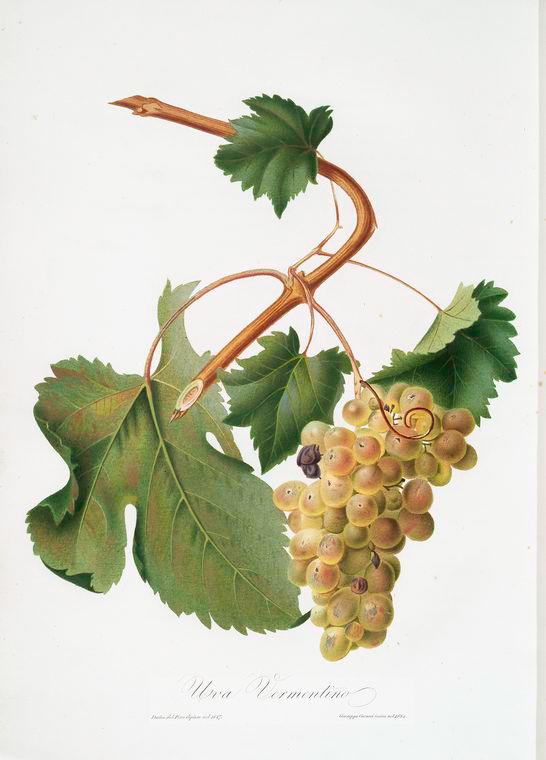
Vermentino, rysunek Giorgio Gallesio

Vermentino, znany także jako rolle – biały szczep winorośli, rozpowszechniony głównie na włoskim wybrzeżu liguryjskim, na Sardynii i południu Francji. Miejsca upraw sprawiły, że szczep vermentino określany jest jako „lubiący morze”.

## Pochodzenie
Przez długi czas uważano, że ojczyzną odmiany jest Madera, skąd szczep miał trafić przez Hiszpanię do obecnych rejonów upraw na południu Europy. Porównawcze badania DNA z odmianami północnowłoskimi określiły miejsce pochodzenia jako Włochy.

## Charakterystyka
Liście są ciemnozielone, pięciopalczaste. Grona bursztynowożółte, stożkowe, dojrzewają stosunkowo późno. Bukiet wina jest intensywny, wonny, owocowy, z wyraźnymi nutami cytryny i limonki albo bardziej kwiatowy lub ziołowy, tym intensywniejszy, im bardziej ograniczane są zbiory. Samo wino ma bladosłomkowy kolor i niski lub średni poziom alkoholu.

## Rozpowszechnienie
Choć z reguły vermentino jest używane do produkcji wina, to dobry stosunek słodyczy do kwasowości predestynuje szczep do sprzedaży również jako winogrono deserowe.

### Włochy
W swojej ojczyźnie vermentino jest bazą dla licznych białych win w apelacjach północno-zachodniej części kraju: 
Ligurii i Piemontu (Colli di Luni DOC, Colline di Levanto DOC, Langhe Favorita DOC, Riviera Ligure di Ponente DOC, Golfo del Tigullio DOC), na Sardynii (Vermentino di Gallura klasy DOCG, Vermentino di Sardegna DOC, Alghero Vermentino Frizzante DOC) oraz w Toskanii (Bolgheri DOC, Candia dei Colli Apuani DOC, Colli del Trasimeno Bianco Scelto DOC, Colline Lucchesi Vermentino DOC, Val di Cornia DOC, Montecucco DOC, Monteregio DOC). W niektórych spośród nich vermentino występuje samodzielnie. W wielu innych regionach vermentino jest uzupełniającym składnikiem innych win klasy DOC oraz Indicazione geografica tipica.

### Francja
Vermentino jest jedenastą pod względem powierzchni upraw białą odmianą we Francji (3825 ha w 2010 roku), z czego ponad połowa przypada na położony na południowym wschodzie region Prowansja-Alpy-Lazurowe Wybrzeże (1964 ha), gdzie jest drugim co do ważności szczepem białym, około 1000 ha na Langwedocję-Roussillon, a 776 ha na Korsykę, gdzie stanowi połowę upraw białych winorośli. W kilku apelacjach jest jedną z podstawowych odmian dla win białych: Patrimonio na północy Korsyki (jednoszczepowe vermentino, pierwsza apelacja na wyspie) i niewielkiej Bellet na obrzeżach Nicei, a także uzupełniającą w innych winach białych i różowych południa kraju. Choć w oficjalnych dokumentach stosuje się nazwę vermentino, to równie często można spotkać synonim rolle.

### Inne państwa
Na mniejszą skalę odmiana jest spotykana w Kalifornii, Portugalii, w tym na Maderze

## Zestawienia kulinarne
Przykładowymi daniami polecanymi w zestawieniu z winami bazującymi na vermentino są pansotti liguri (makaron przypominający ravioli), seadas (tradycyjne sardeńskie danie z mąki, sera i miodu) i trenette al pesto (rodzaj spaghetti podawany z pesto), a także dania rybne

## Synonimy
Szczep jest znany pod następującymi synonimami: rolle, favorita, pigato oraz agostenga, agostenga blanc, brustiano bianco, brustiano di corsica, carbes, carbesso, favorita bianca, favorita bianca di conegliano, favorita d’Alba, favorita di alba, favorita di conegliano, formentino, fourmentin, garbesso, grosse clarette, malvasia a bonifacio, malvasia grossa, malvasie, malvoisie, malvoisie a gros grains, malvoisie corse, malvoisie de corse, malvoisie precoce d'espagne, piccabon, piga, rossese, sibirkovski, uva sapaiola, uva vermentino, valentin, varlentin, varresana bianca, vennentino, verlantin, vermentini, vermentino bianco, 	vermentino pigato oraz vermentinu.